# Opharicus ballardi
Opharicus ballardi är en insektsart som först beskrevs av Bolívar, I. 1918.  Opharicus ballardi ingår i släktet Opharicus och familjen gräshoppor. Inga underarter finns listade i Catalogue of Life.